# 罗伊德尔施泰茨
罗伊德尔施泰茨是德国莱茵兰-普法尔茨州的一个市镇。总面积3.94平方公里，总人口399人，其中男性210人，女性189人（2011年12月31日），人口密度101人/平方公里。